# Secret of Mana
Secret of Mana is een actierollenspel voor de Super Nintendo, een spelcomputer van het Japanse bedrijf Nintendo. Het spel werd ontwikkeld door de Japanse spelproducent Square, die het in 1993 op de markt bracht. Secret of Mana is de opvolger van Final Fantasy Adventure voor de Game Boy en de tweede titel in de Mana-reeks.
Het spel werd opnieuw uitgebracht in 2008 voor Nintendo's nieuwe downloadplatform Virtual Console voor de Wii-spelcomputer en was vanaf 2009 beschikbaar voor Japanse mobiele telefoons.
Secret of Mana gebruikt een uniek "Ring Command"-menusysteem waarmee het spel kan worden stilgezet en biedt de mogelijkheid een reeks uiteenlopende acties uit te voeren zonder van scherm te hoeven wisselen. Het spel werd met behoorlijk veel enthousiasme ontvangen vanwege de kleurrijke grafische vormgeving, de uitgebreide verhaallijn, het "Ring Command"-menusysteem, diverse vernieuwende spelelementen (zoals de mogelijkheid dat de tweede en derde speler op ieder gewenst moment in of uit het spel kunnen stappen) en Hiroki Kikuta's soundtrack. Secret of Mana was in zijn tijd een invloedrijk spel, een invloed die tot op de dag van vandaag merkbaar is doordat verschillende elementen uit het spel nog steeds in veel andere moderne games gebruikt worden.
In februari 2018 verscheen er een remake van het spel op onder andere Steam, PlayStation 4 en de PlayStation Vita. 
Er bestaat ook een derde luik van het spel onder de naam Trials of Mana. 

## Trivia
- Het spel is opgenomen in het boek 1001 Video Games You Must Play Before You Die van Tony Mott.
- Uitgebracht als Seiken Densetsu 2 in Japan